# Zhang Mengxue
Zhang Mengxue (n. 6 februarie 1991, Jinan, Republica Populară Chineză) este o trăgătoare de tir ce a reprezentat Republica Populară Chineză, medaliată olimpică. A participat la o ediție a Jocurilor Olimpice (2016) în care a câștigat o medalie de aur.

## Participări
Lista de mai jos prezintă principalele competiții la care a participat Zhang Mengxue de-a lungul carierei.
- Tiro nos Jogos Olímpicos de Verão de 2016 - Pistola de ar 10 m feminino[*]